# Kõlunõmme
Koordinaten: 58° 58′ N, 22° 53′ O

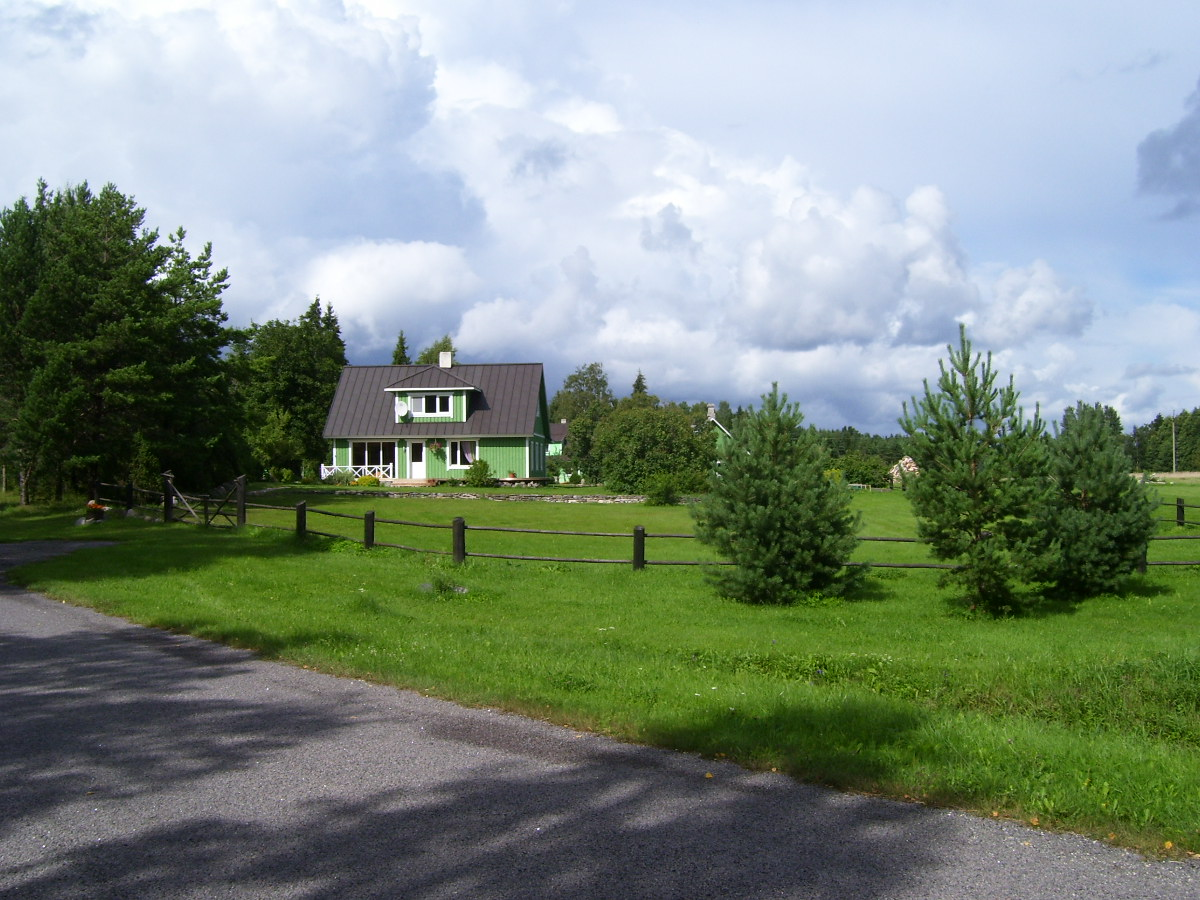
Bauernhof in Kõlunõmme

Kõlunõmme (deutsch Kollo) ist ein Dorf (estnisch küla) in der Landgemeinde Hiiumaa (bis 2017: Landgemeinde Pühalepa).
Es liegt auf der zweitgrößten estnischen Insel Hiiumaa (deutsch Dagö), direkt an der Ostseeküste.
Kõlunõmme hat heute 33 Einwohner (Stand 31. Dezember 2011).